# Marientriptychon (Auxey-Duresses)

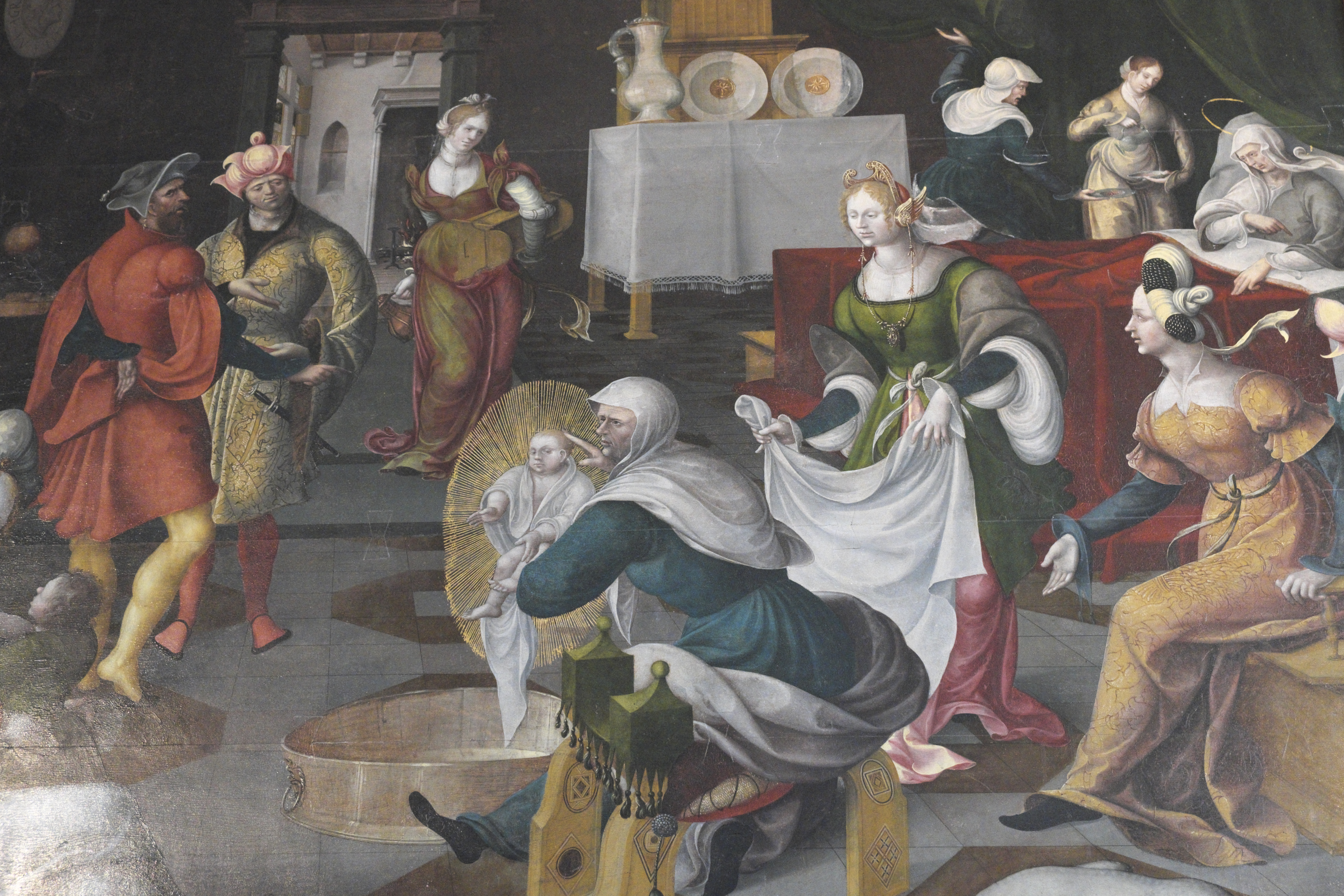
Geburt Mariens

Das Marientriptychon in der katholischen Pfarrkirche Saint-Martin in Auxey-Duresses, einer Gemeinde im Département Côte-d’Or in der französischen Region Bourgogne-Franche-Comté, stammt aus der ersten Hälfte des 16. Jahrhunderts. Der Renaissance-Altar, der im Burgund geschaffen wurde, war ursprünglich in einer Kirche oder einem Kloster in Beaune aufgestellt. Im Jahr 1903 wurde der Altar in die Liste der Monuments historiques in Frankreich aufgenommen und ist seit 1989 als bewegliches Kulturgut in der Palissy-Datenbank verzeichnet.

## Beschreibung
Das Triptychon von Auxey-Duresses ist ein dreiteiliger Flügelaltar, auf dessen Tafeln Szenen aus dem Leben Mariens in Öl gemalt sind. 

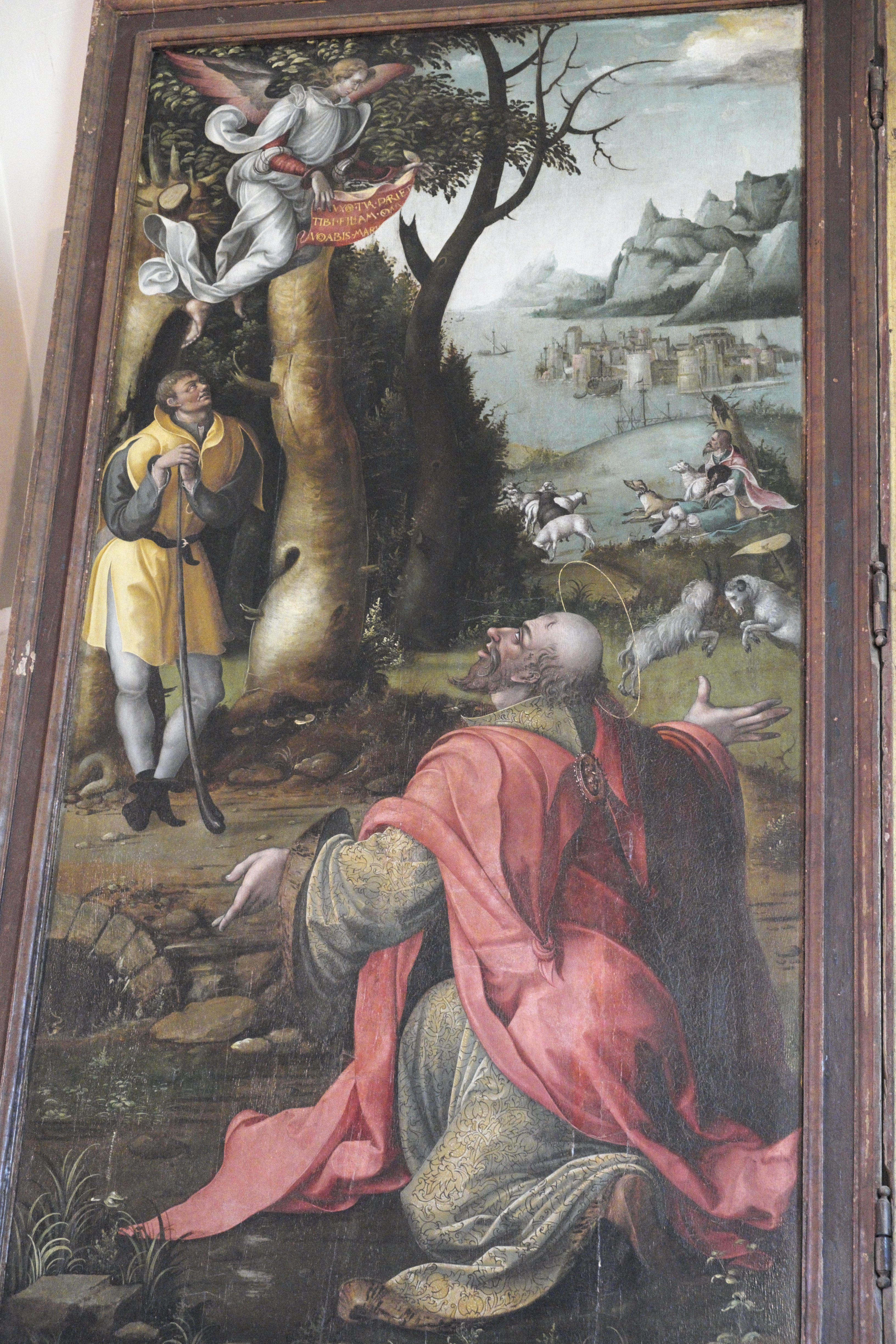
Linker Flügel
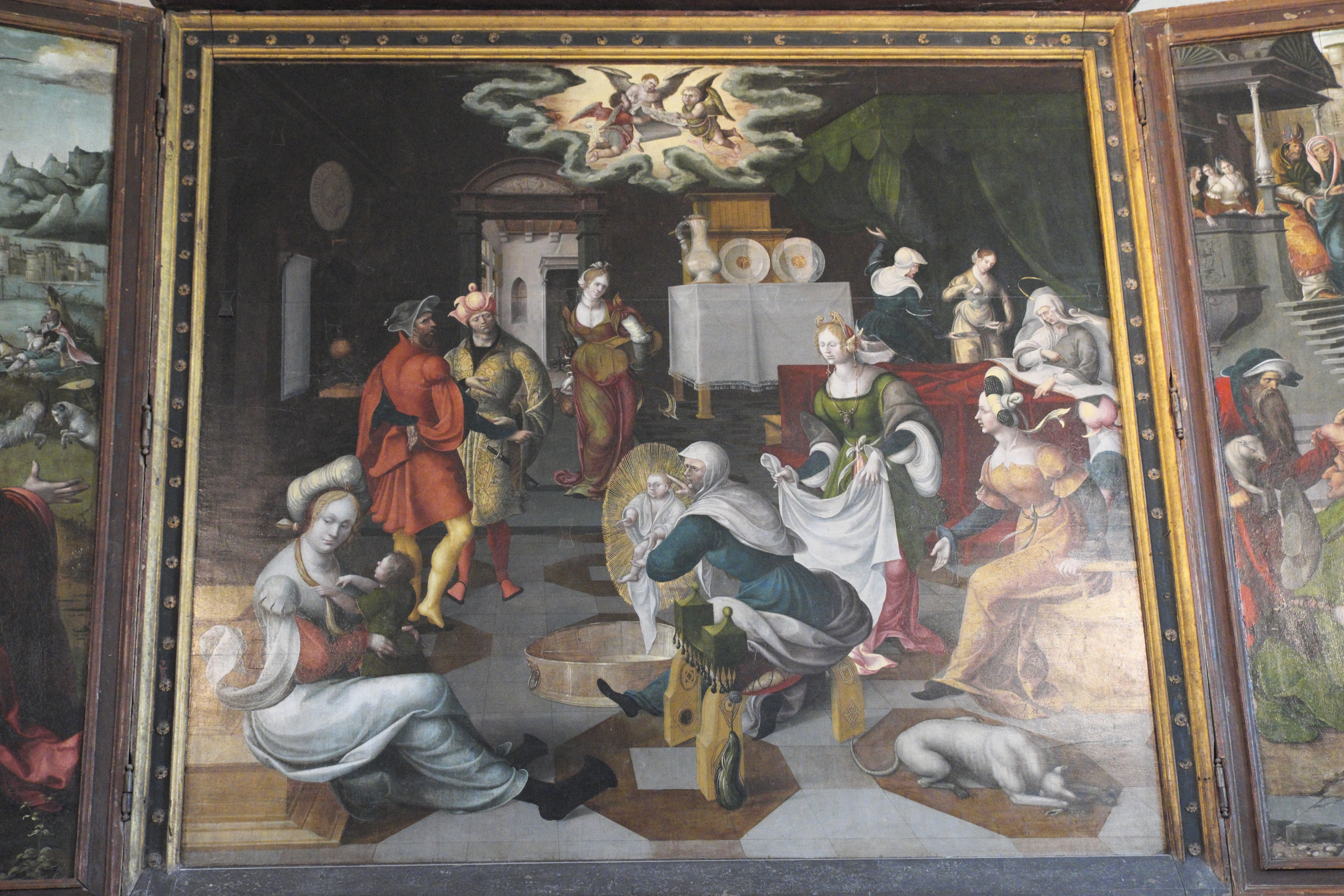
Mitteltafel
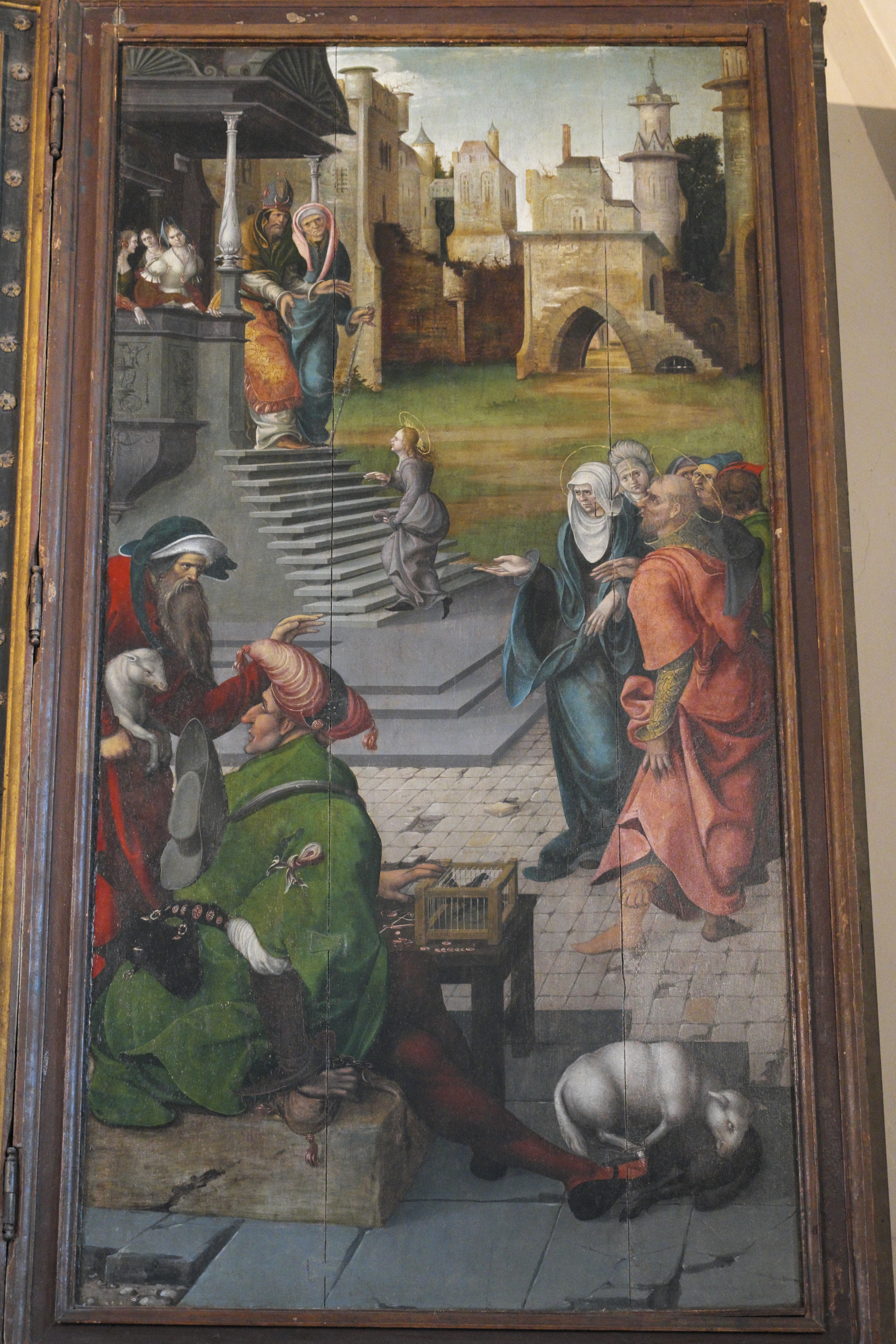
Rechter Flügel

### Mitteltafel
Auf der mittleren Tafel ist die Geburt Mariens dargestellt. Die heilige Anna liegt im Bett und wird von zwei Mägden bedient. Drei Frauen widmen sich dem neugeborenen Kind. Eine Frau hält ein weißes Leintuch bereit, eine andere hält das Neugeborene über einem Badezuber, eine weitere Frau eilt aus dem Nebenraum mit einem Wasserkrug herbei. Im Hintergrund sieht man einen Nebenraum mit einem großen Kamin, in dem ein Feuer brennt. Zwei Männer in kostbarer Kleidung betrachten die Szene. Im Vordergrund sitzt auf der linken Seite eine am Geschehen anscheinend unbeteiligte Frau, die ein Kind auf ihrem Schoß hält, auf der rechten Seite kauert ein Hund. Einige der Frauen tragen eine aufwändige Kopfbedeckung und sind ebenfalls in prächtige Kleider gehüllt.  

### Linker Flügel
Auf dem linken Flügel sieht man – in geöffnetem Zustand – die Vision des heiligen Joachim, der im Vordergrund kniet und seinen Blick zum linken oberen Bildrand richtet, wo ein Engel ein Schriftband in Händen hält mit der Inschrift: VXOR. TVA. PARIET. TIBI. FILIAM. QVAM. VOCABIS. MAR[IAM] (Deine Frau wird dir eine Tochter gebären, die du Maria nennen wirst). Im Hintergrund sind Felsen und das Meer dargestellt, auf einer Insel ist eine mit Türmen und Mauern befestigte Stadt zu erkennen. In der Bildmitte hütet ein Hirte seine Schafe. 

### Rechter Flügel
Auf dem rechten Flügel ist der Tempelgang Mariens dargestellt. Im Zentrum des Bildes sieht man Maria die Stufen des Tempels hochgehen, wo sie vom Hohenpriester in Empfang genommen wird. Am unteren rechten Bildrand stehen ihre Eltern Anna und Joachim, die von weiteren Personen umgeben sind. Am linken Bildrand hat ein Händler seine Waren ausgebreitet.

### Geschlossener Zustand
Auf der Rückseite des linken Flügels sieht man – in geschlossenem Zustand – die Verkündigung. Zwei Schriftbänder tragen die Inschriften: „AVE. GRA. PLENA. DNS. TEC[UM]“ (Gegrüßet seist du, voller Gnaden, der Herr sei mit dir) und „ECCE. ANCILLA. DNI. FIAT. MIHI. SEC[VNDVM VERBVM] TVVM“ (Siehe ich bin die Magd des Herrn, es geschehe mir nach deinem Wort). Auf der Rückseite des rechten Flügels ist die Beschneidung Jesu dargestellt. Die Szenen auf der Rückseite der beiden Flügel sind in Grisaille-Malerei ausgeführt.

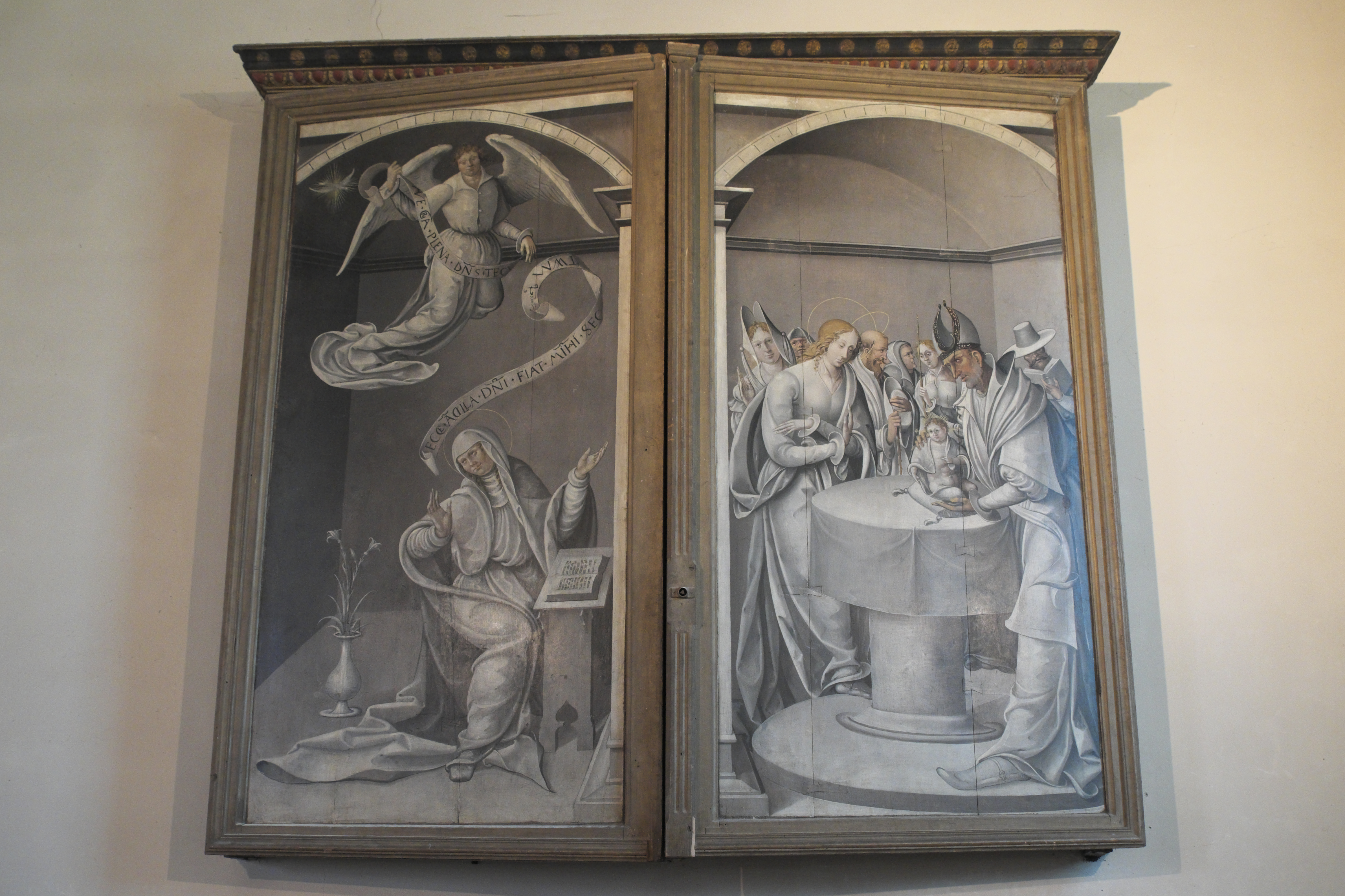
Rückseite
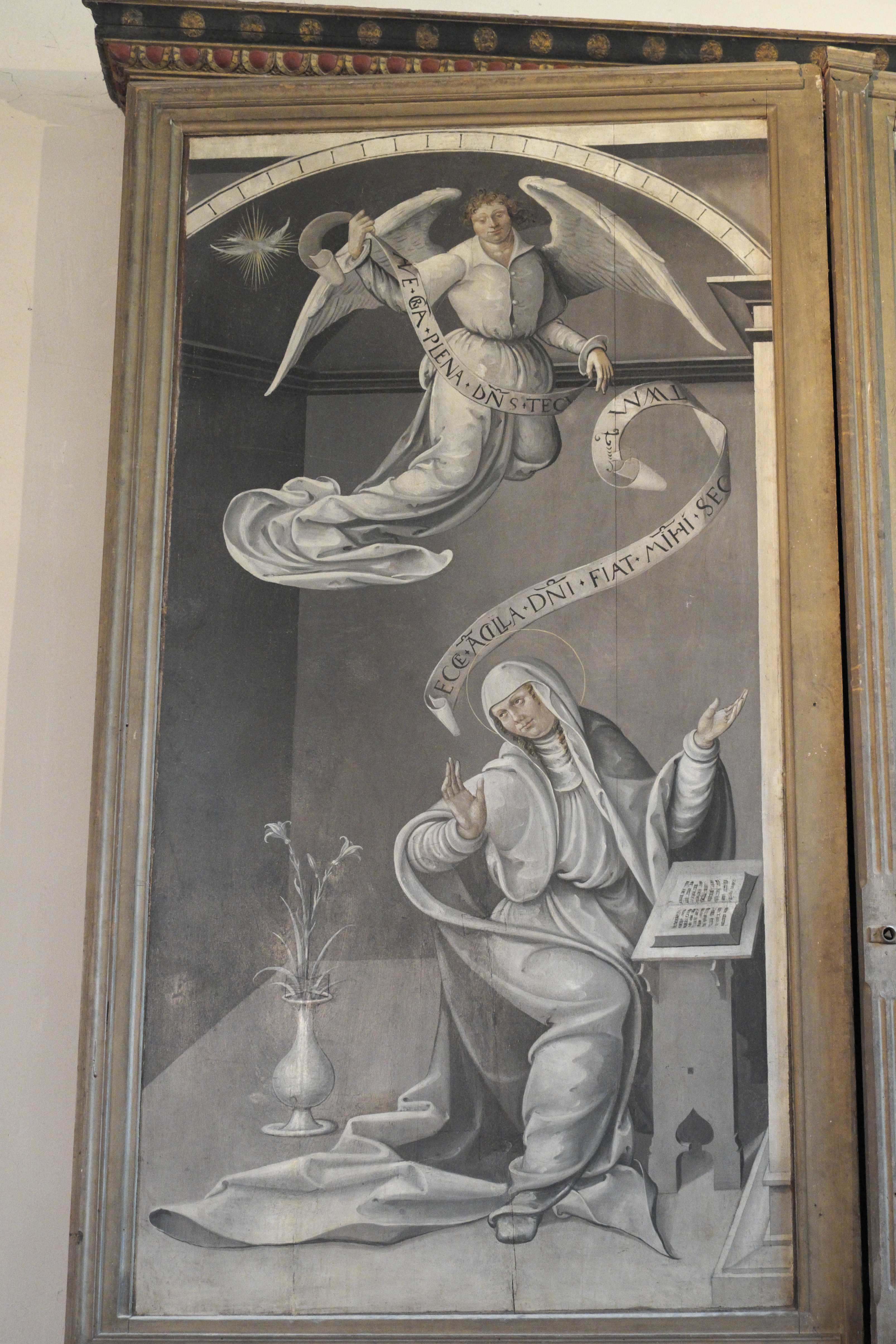
Verkündigung
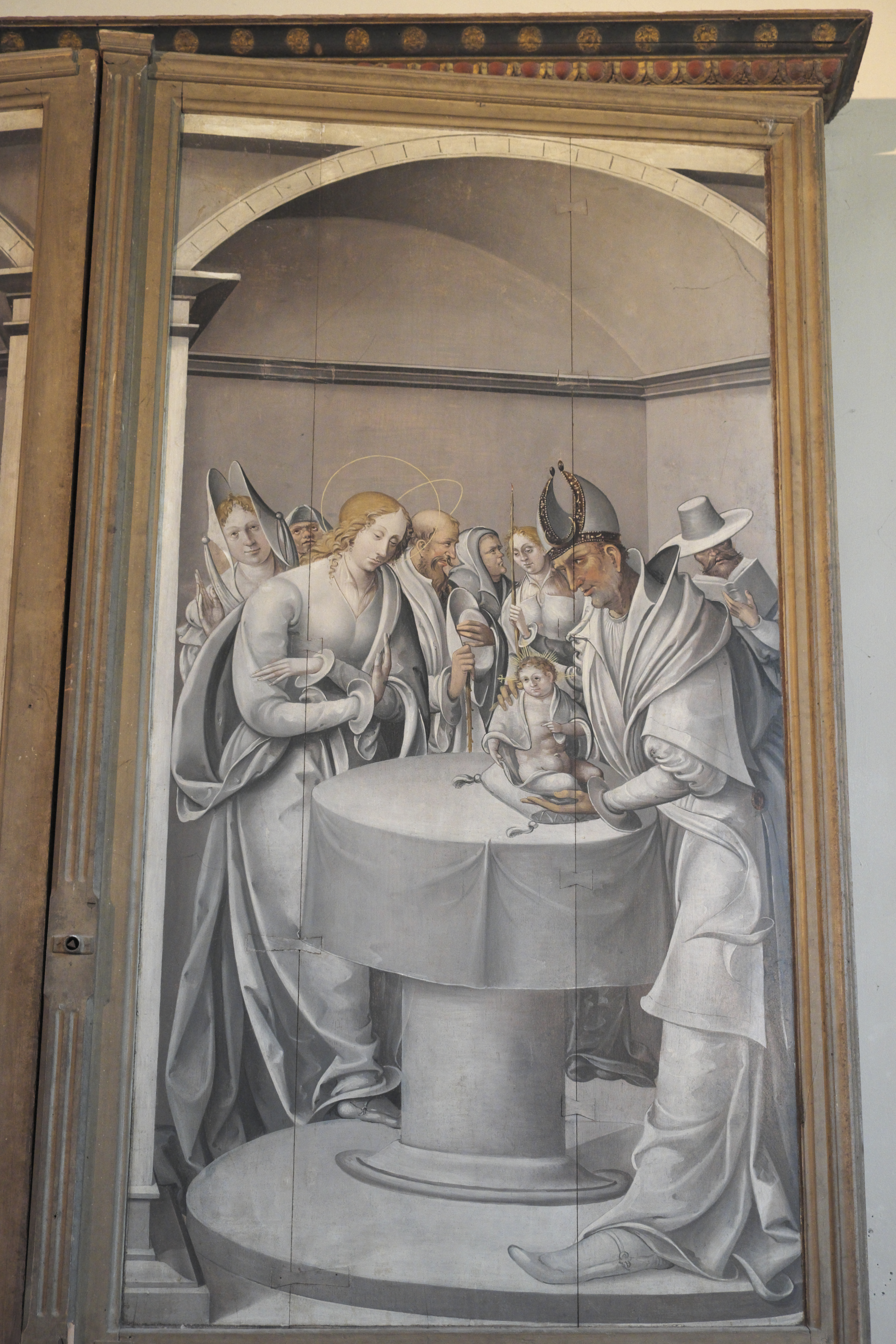
Beschneidung Jesu